# More Lovin' From Our Oven
More Lovin' From Our Oven è la prima raccolta dei Pansy Division. Contiene singoli, brani inediti, demo ed altro materiale rare.

## Tracce
1. I'm Gonna Be A Slut
2. Manada
3. Pretty Boy (What's Your Name?)
4. Hockey Hair
5. Headbanger
6. Breaking The Law
7. Political Asshole
8. Male Model
9. Valentine's Day
10. Expiration Date 01/97
11. The Summer You Let Your Hair Grow Out (Acoustic)
12. He Could Be The One
13. On Any Other Day
14. Negative Queen (Stripped Bare)
15. Sweet Pain
16. One Night Stand
17. Two Way Ass
18. Bunnies (Live)
19. Manada (Versione Quebecois)
20. Fem In A Black Leather Jacket (Demo)

## Formazione
- Chris Freeman - voce, basso
- Jon Ginoli - voce, chitarra
- Luis Illades - batteria (tracce 1, 2, 4, 7, 10, 16, 17, 19)
- Dustin Donaldson - batteria (tracce 3, 5, 6, 8, 9, 12, 13, 15, 18)